# OLEX

Markenzeichen OLEX (vor 1931)

Die Aktiengesellschaft für österreichische und ungarische Mineralölprodukte (kurz OLEX) war ein erst 
österreichisches, später deutsches Mineralölunternehmen. Sie war eine der Vorläuferfirmen der Deutschen BP.

## Geschichte

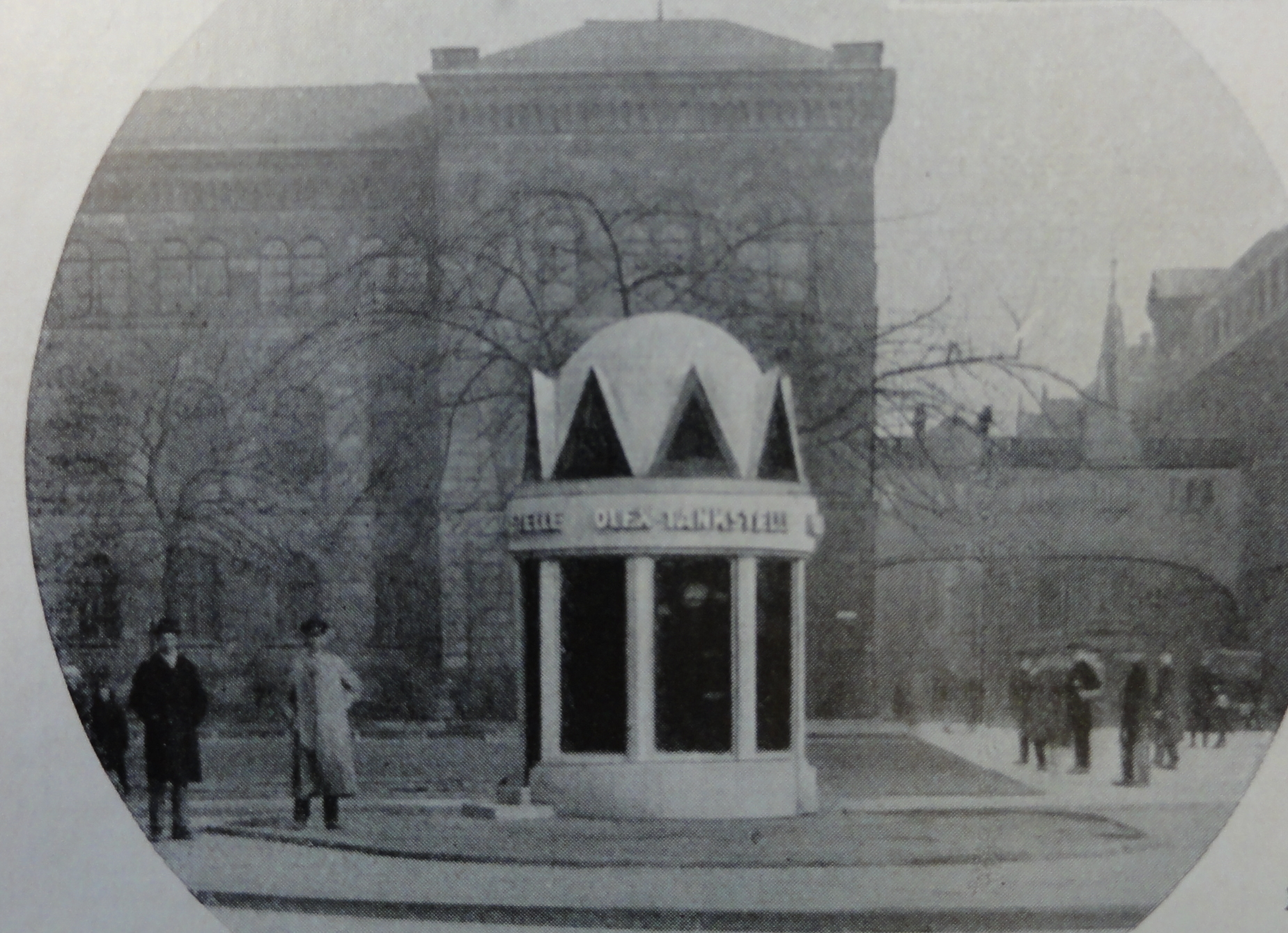
Erste Tankstelle in Deutschland: Die OLEX-Tankstelle am Raschplatz in Hannover;
(aus: Echo Continental von 1923, Firmenzeitung der Continental Hannover)

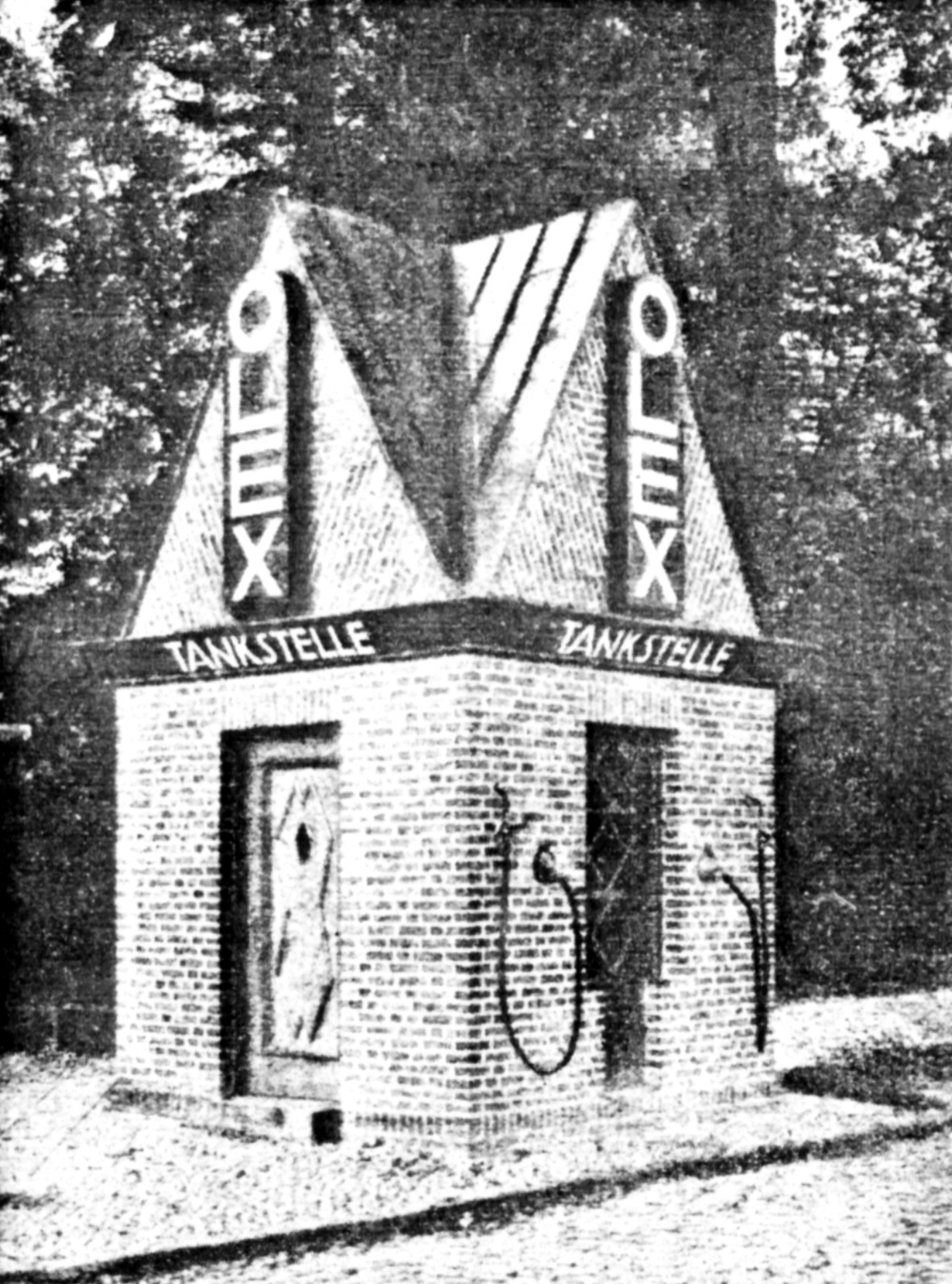
OLEX-Tankstelle in Lübeck (1924)

Die Gesellschaft wurde am 1. Juli 1904 in Wien gegründet. Der Name OLEX entstand als Telegrammadresse aus Petrolexport. Der Schwerpunkt der Tätigkeit lag anfänglich im Verkauf von Petroleum für Leuchtzwecke hauptsächlich für die österreichischen und deutschen Eisenbahngesellschaften.
Um in Deutschland, in dem vornehmlich US-amerikanische Gesellschaften den Markt dominierten, Marktzugang zu erhalten, wurde die Gründung von sieben deutschen Tochtergesellschaften beschlossen. Als die Wiener Zentrale nach Berlin (Martin-Luther-Straße) umzog, wurden die Tochtergesellschaften unter Leitung der OLEX-Petroleum-Gesellschaft in Berlin zentralisiert.
Zur Sicherung der eigenen Rohölbasis verband sich die OLEX 1911 als Tochtergesellschaft mit der Deutschen Erdöl-Aktiengesellschaft (DEA) und ihren Ölquellen in Deutschland und Rumänien. Durch deren Raffinerien erweiterte sich das Programm von Petroleum auf Benzin, Gasöl und Schmieröle.
Die OLEX eröffnete 1922 in Deutschland in Hannover am Raschplatz die erste Tankstelle. Das Benzin der Firma hieß in den 1920er Jahren Strax, das Öl Olexol. Das Benzin-Benzol-Gemisch Olexin kam 1923 auf den Markt, ein Jahr vor dem BV-Aral des Benzol-Verbandes.

OLEX-Markenzeichen nach der Übernahme durch die APOC

Im Jahr 1926 drängte die Anglo-Persian Oil Company (APOC) die OLEX und ihre Konkurrentin Deutsche Petroleum-Verkaufs-Gesellschaft mbH (DPVG) zu einer Fusion und beteiligte sich an der neuen Firma mit 40 %. Ab da hieß die Gesellschaft OLEX Deutsche Petroleum-Verkaufsgesellschaft mbH. Die Anglo-Persian Oil Company erhöhte im April 1929 ihre Anteile auf 75 % und 1931 auf 100 % und übernahm damit alle Anteile der Europäischen Petroleum-Union (EPU) und der Deutschen Erdöl-Aktiengesellschaft. Bereits 1930 war die Gesellschaft erneut umbenannt worden, diesmal in OLEX Deutsche Benzin- und Petroleum-Gesellschaft mbH.

OLEX-Markenzeichen mit BP und schildförmiger Umrandung, Mitte der 1930er Jahre

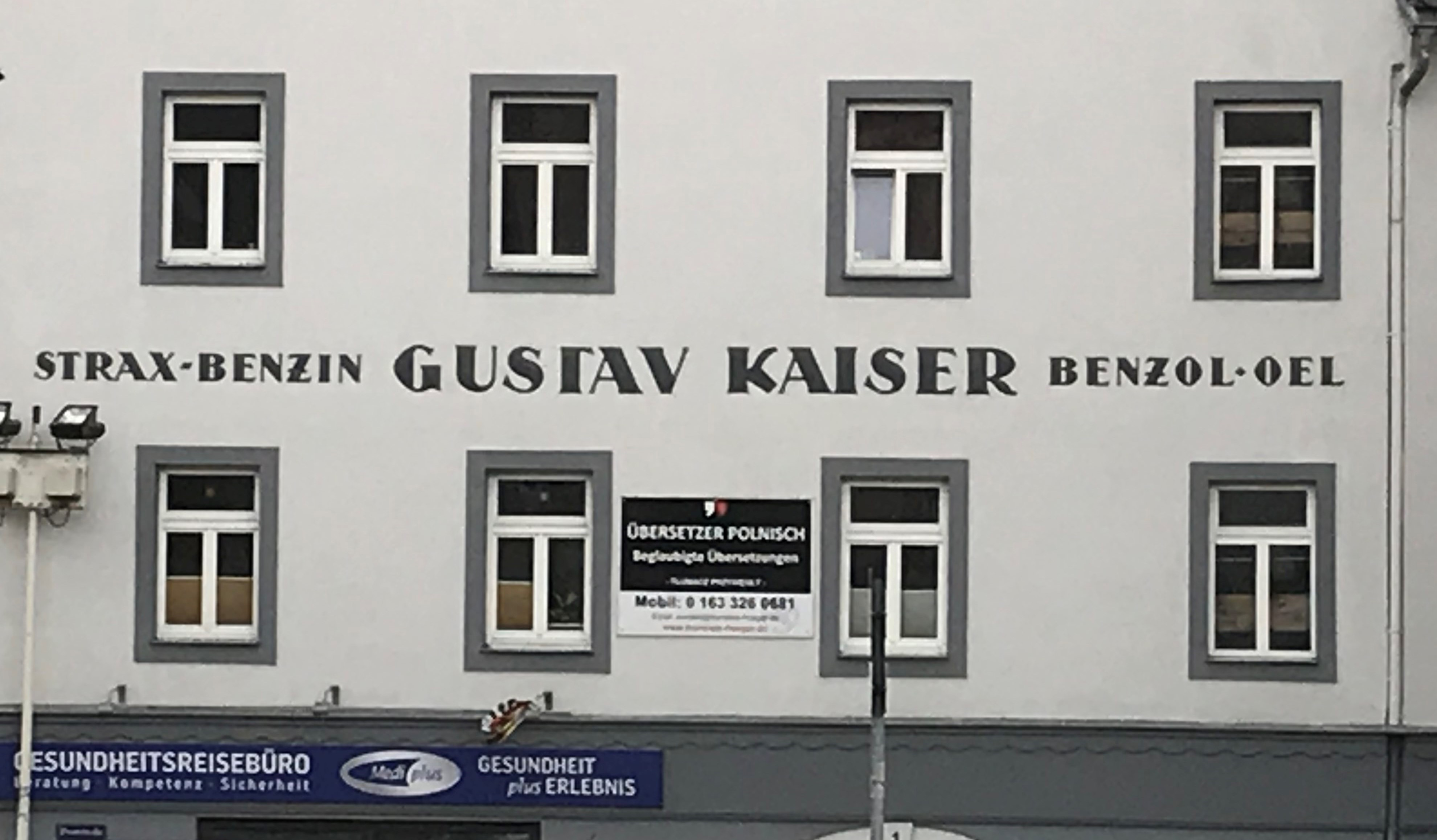
Restaurierte Fassadenwerbung für Strax-Benzin in Zittau, Sachsen

1935 war die OLEX in Deutschland viertgrößte Tankstellengesellschaft der Großen Fünf mit 6.098 Zapfsäulen (10,9 %) sowie einer Absatzquote von 10,4 %. Der Marktanteil bei Petroleum lag bei etwa 25 %.
Anlässlich der Olympischen Sommerspiele in Berlin ließ die Olex 1936 den ersten Werbefilm in Farbe drehen.
Mit der Umstellung auf die Kriegswirtschaft im September 1939 wurden alle Mineralölvertriebsgesellschaften in der Arbeitsgemeinschaft Mineralölverteilung (AMV) zusammengefasst und nur noch markenloses Benzin verkauft. Die OLEX wurde weiterhin als „deutsches Unternehmen“ eingestuft, stand auf der Liste der Rüstungsunternehmen und erhielt bevorzugt Materialkontingentierungen. Die Olex zeigt auf ihrer Autokarte von 1939 ihr gesamtes Verbreitungsgebiet einschließlich Österreich und Sudetenland.
Nach dem Zweiten Weltkrieg fiel die Olex 1945 als „deutsches Eigentum“ in alliierte Hände und wurde als „britisches Eigentum“ an die Anglo-Iranian Oil Company (die umbenannte Anglo-Persian Oil Company) zurückgegeben.
Im September 1950 entstand in Österreich aus ihr, der Steaua Romana und der Runo-Everth in Wien die österreichische Benzin- und Petroleum AG, die spätere BP Austria.
1948 wurde der Sitz der deutschen Zentrale von Berlin nach Hamburg verlegt und die Eurotank-Raffinerie in Hamburg übernommen. 1950 fusionierte die OLEX dann mit der Eurotank und wurde danach in BP Benzin- und Petroleum-Gesellschaft mbH umbenannt.
Mit der farblichen Umsignalisation der NITAG in Deutschland von grün/gelb auf das blau/gelb der Olex/BP konnte die deutsche BP wie ihre internationale Muttergesellschaft (AIOC, ab 1954 British Petroleum Company) die Farbkombination grün/gelb benutzen.